# フリードリヒ・ドッツァウアー
ユストゥス・ヨーハン・フリードリヒ・ドッツァウアー (Justus Johann Friedrich Dotzauer, 1783年1月20日 - 1860年3月6日)は、ドイツのチェリスト、作曲家である。ライプツィヒ・ゲヴァントハウス管弦楽団やドレスデン宮廷楽団でチェロ奏者を務め、カール・マリア・フォン・ウェーバーやリヒャルト・ワーグナーの指揮で演奏した。また、教育者としても評価が高く、著名な奏者を育成したり、後世でも使用されるような教則本を著したりした。

## 生涯

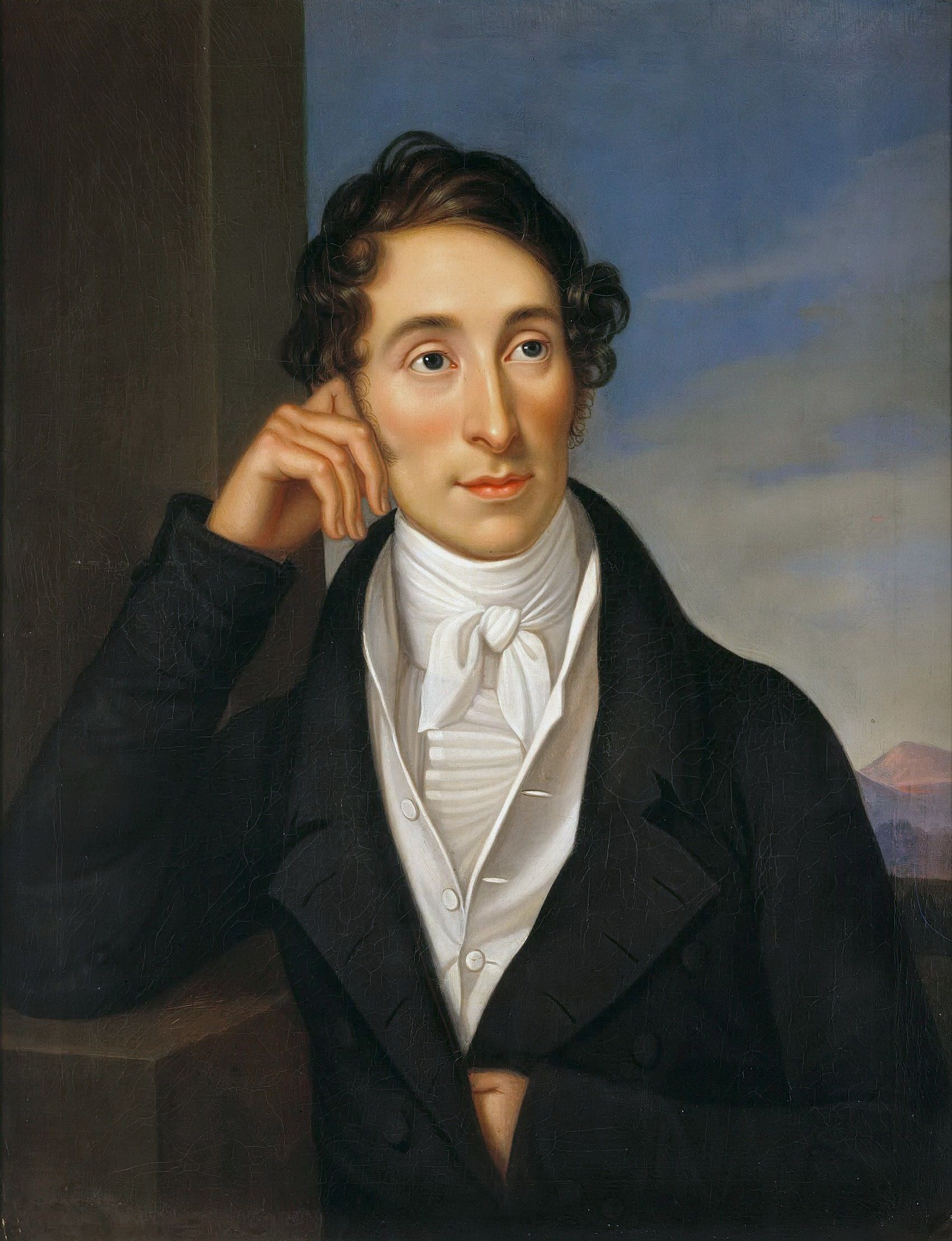
作曲家・指揮者のカール・マリア・フォン・ウェーバー (1821年)。ドッツァウアーはドレスデンでウェーバーの指揮のもと演奏した。

1783年1月20日、牧師の息子としてヘーゼルリートで生まれる。幼い頃より音楽の才能を示し、ピアノとヴァイオリンのレッスンを受けるとともに、村の催事で演奏していた鍛冶屋にコントラバスを学び、さらにはクラリネットとフレンチホルンも演奏した。また、ヨハン・セバスティアン・バッハの最後の弟子の1人ヨハン・クリスティアン・キッテルの弟子である、オルガニストのリュットマイヤーからバッハの作品を学び、全ての楽器の演奏法に通じていた宮廷トランペット奏者のヘプナーからチェロを学んだ。
その後、チェロを専門に学ぶ決意をしたドッツァウアーは1799年に父とともにマイニンゲンへ行き、ジャン＝ルイ・デュポールの弟子であり、侯爵邸の楽団の一員でもあったJ. J. クリークに師事した。2年間の修行ののち、ドッツァウアーはヒルトブルクハウゼンの宮廷音楽会でプレイエルの変奏曲を弾いてデビューし、1801年にマイニンゲンのオーケストラに入団した。
1805年にはライプツィヒ・ゲヴァントハウス管弦楽団に移籍し、同時に弦楽四重奏団を結成した。ドッツァウアーは特に弦楽四重奏の演奏に力を入れており、ルイ・シュポーアらから称賛されている。また、1806年には6ヶ月間ベルリンのベルンハルト・ロンベルクのもとに滞在し、指導を受けているが、これによりドッツァウアーのレパートリーにロンベルクの作品が加わり、さらにはジャン＝ピエール・デュポールとジャン＝ルイ・デュポールの兄弟とも親交を結ぶこととなった。また、1808年にはピアニストのとミュラー、ヴァイオリニストのマッタイとともに、ライプツィヒでベートーヴェンの『ピアノとヴァイオリンとチェロのための三重協奏曲』の公開初演を行った。ドッツァウアーはソリストとしてウィーンやドイツ、オランダの主要都市で成功を収め、さらには自作も出版できたことで知名度を高めた。
1811年には楽長のフランチェスコ・モルラッキに招かれドレスデン宮廷楽団に入団し、1821年からは首席チェロ奏者を務めた。ドレスデンではカール・マリア・フォン・ウェーバーやリヒャルト・ワーグナーの指揮を経験しており、特にワーグナーによる『魔弾の射手』序曲の指揮に対しては「ようやく正しいテンポに戻った！」と称賛している。なお、ドレスデンではコンサートマスターのポレドロやロッラ、フルート奏者のフュルステナウ、クラリネット奏者のコッテらが同僚の伴奏で独自の演奏活動を行なっていたが、ドッツァウアーもその例に倣った。また、宮廷楽団員として宮廷で室内楽を演奏することもあった。
1850年に引退したのち、10年間の余生を楽しんで、1860年3月6日に死去した。なお、ドレスデンでの後任は弟子のフリードリヒ・クンマーが務めた。

## 演奏スタイル

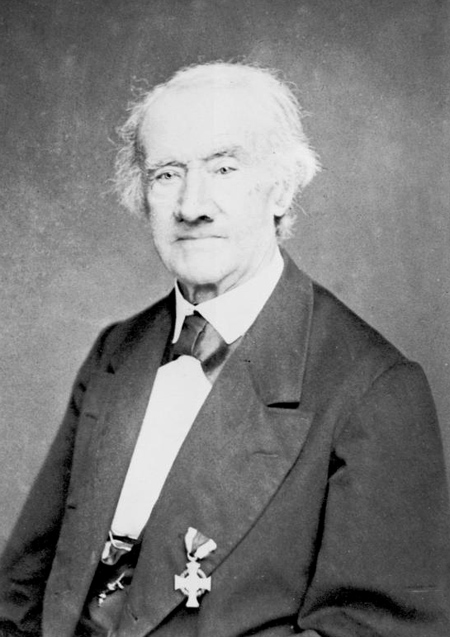
ドッツァウアーの弟子で、師と同じくドレスデン楽派のチェリストとされるフリードリヒ・クンマー。師のあとを継いでドレスデン宮廷楽団の首席チェロ奏者を務めた。

### 演奏スタイル
フランス楽派が弓を毛留（フロッグ）からある程度離れたところで持つことを勧めていたのに対し、ドッツァウアーは毛留のそばを持つべきと主張しており、この方法を勧めた最初の人物の1人とされる。また、弓全てを使って自然に演奏するように教えていたが、これらは後の演奏法を先取りしたものであると評されている。
また、歌手のように演奏することを理想としており「あらゆる楽器の中でもっとも高貴なもの、つまり人間の声に近づくことがすべての音楽家の手本かつ理想であり続けなければならない」と記している。

### ドレスデン楽派
ベルンハルト・ロンベルク、フリードリヒ・クンマー、フリードリヒ・グリュッツマッハーらからなる、ドレスデン楽派の創始者とされる。彼らの活躍により、ドレスデンは20世紀初頭まで「チェロ演奏の重要な中心地」であったと評された。
なお、ドレスデン楽派のチェリストたちの演奏方法には、共通点がいくつか指摘されている。ロンベルクとドッツァウアーはともにエンドピンなしで楽器を抱えており、教則本に見られるドッツァウアーとクンマーのチェロの持ち方は相似している。また、ロンベルクとクンマーはともに、弱拍をアップボウで演奏するよう説いており、他にもピチカートを演奏する際には、単音の場合指板のC線側に置いた親指を基点にして右手の第1指か第2指ではじき、3弦のコードは順番にではなく同時に演奏した。ただし相違点もあり、ドレスデン楽派のチェリストたちの多くは左手を直角に構えて演奏したのに対し、ロンベルクは手を斜めに構えて演奏をした。

また、当時の楽器製作者たちは、昔の楽器に手を加えて縮小するという「改良」をしばしば行っていたが、ロンベルクやドッツァウアーはこれを批判した。ドッツァウアーは以下のように語っている。
その一方でロンベルクは凹みのついた指板を新たに開発しており、ドッツァウアーもそれに倣っているが、他のチェリストにはあまり好まれなかった。

## 教育活動
ドイツ内外で教育者として高く評価された。弟子に息子のカール・ルートヴィヒ、カール・シューベルト、フリードリヒ・クンマー、カール・ドレシュラーらがいる。また、1832年に最初の教本を出版してから、ドッツァウアーはいくつかの練習曲を遺しているが、その中でも特に『24の毎日の練習曲 名人芸に達し、それを保持してゆくための』作品155は評価が高いとされる。また、ドッツァウアーの練習曲に関してはルートヴィヒ・レーベルによる改訂版が出版されたり、ヤーノシュ・シュタルケルによる録音が販売されたりした。さらに、ヨハン・クリンゲンベルクは、ドッツァウアーとデュポールの練習曲をまとめ『ドッツァウアー・クリンゲンベルク教則本』を編纂した。

## 作曲活動
練習曲の他にも、165以上の作品を書いたが、死後もなお演奏される作品は少ない。序曲、交響曲、12のチェロ協奏曲、3つのコンチェルティーノ、9つの弦楽四重奏曲、ソナタ、変奏曲、ディヴェルティメント、二重奏曲、ミサ曲、各種室内楽曲などを作曲しており、1840年にはオペラ『グラチオーザ』がドレスデンで上演されたが、ドッツァウアーの作品のほとんどは、当時愛好された接続曲（様々なメロディーをつなぎ合わせて作った曲）であった。また、1826年にはヨハン・セバスティアン・バッハの『無伴奏チェロ組曲』のドッツァウアー版を出版した。

## 評価
ダブルストップやオクターヴのパッセージでの音程の問題が指摘されることもあったが、ルイ・シュポアやエクトル・ベルリオーズからは、その演奏の優雅さを称賛されている。また、チューリッヒ・トーンハレ管弦楽団でチェロ奏者を務めたユリウス・ベッキは「彼の前にも後にも、いかなるチェリストもこれほど豊富な技術上の練習教材を遺した人はいない」「ドッツァウアーのほとんどの練習曲は、現在のチェリストたちに知られ、しばしば使用されている。そして、それは技術上からもまた、技術とともに欠くことのできない音楽的内容からも、必須の教材となっていることでその価値が証明されている」と述べている。

### 英語文献
- Grove, George, ed. (1900), “Dotzauer, Justus” (英語), A Dictionary of Music and Musicians, ウィキソースより閲覧。

### 日本語文献
- ウォルデン, ヴァレリー 著、松田健 訳『チェロの100年史 1740~1840年の技法と演奏実践』音楽之友社、2020年。ISBN 9784810530032。
- カウリング, エリザベス 著、三木敬之 訳『チェロの本 歴史・名曲・名演奏家』シンフォニア、1989年。ISBN 9784883950720。
- キャンベル, マーガレット 著、山田玲子 訳『名チェリストたち』東京創元社、1994年。ISBN 4488002242。
- シュタインドルフ, エーバーハルト 著、識名章喜 訳『シュターツカペレ・ドレスデン 奏でられる楽団史』慶應義塾大学出版会、2009年。ISBN 9784766416169。
- ベッキ, ユリウス 著、三木敬之、芹沢ユリア 訳『世界の名チェリストたち』音楽之友社、1982年。ISBN 4276216184。